# Anthony Pullard
Anthony Quinn Pullard (DeQuincy, 23 giugno 1966) è un ex cestista statunitense, professionista nella NBA, in Europa e in Sudamerica.

## Palmarès
- All-USBL Second Team (1992)